# 李芳雨
李 芳雨（イ・バンウ、至正14年（1354年） - 洪武26年12月13日（1394年1月15日））は、李氏朝鮮初代国王太祖李成桂の長男。
賛成事の池奫の娘と結婚、早くから官位につき、礼儀判書を務めた。1392年に朝鮮が建国されると鎮安君に冊封された。しかし、田園で隠遁生活を送り、持病により39歳で亡くなった。長男が早世したことで、「第一次王子の乱」「第二次王子の乱」と呼ばれる李成桂の後継者争いが激化した。

## 李芳雨が登場する作品

### テレビドラマ
- 開国（1983年、KBS）配役:テ・ミニョン
- 龍の涙（1996年-1998年、KBS）配役:イム・ジョンハ
- 六龍が飛ぶ（2015年、SBS）配役:イ・スンヒョ
- 太宗イ・バンウォン（2021年、KBS）配役:オム・ヒョソプ